# Jalpan de Serra

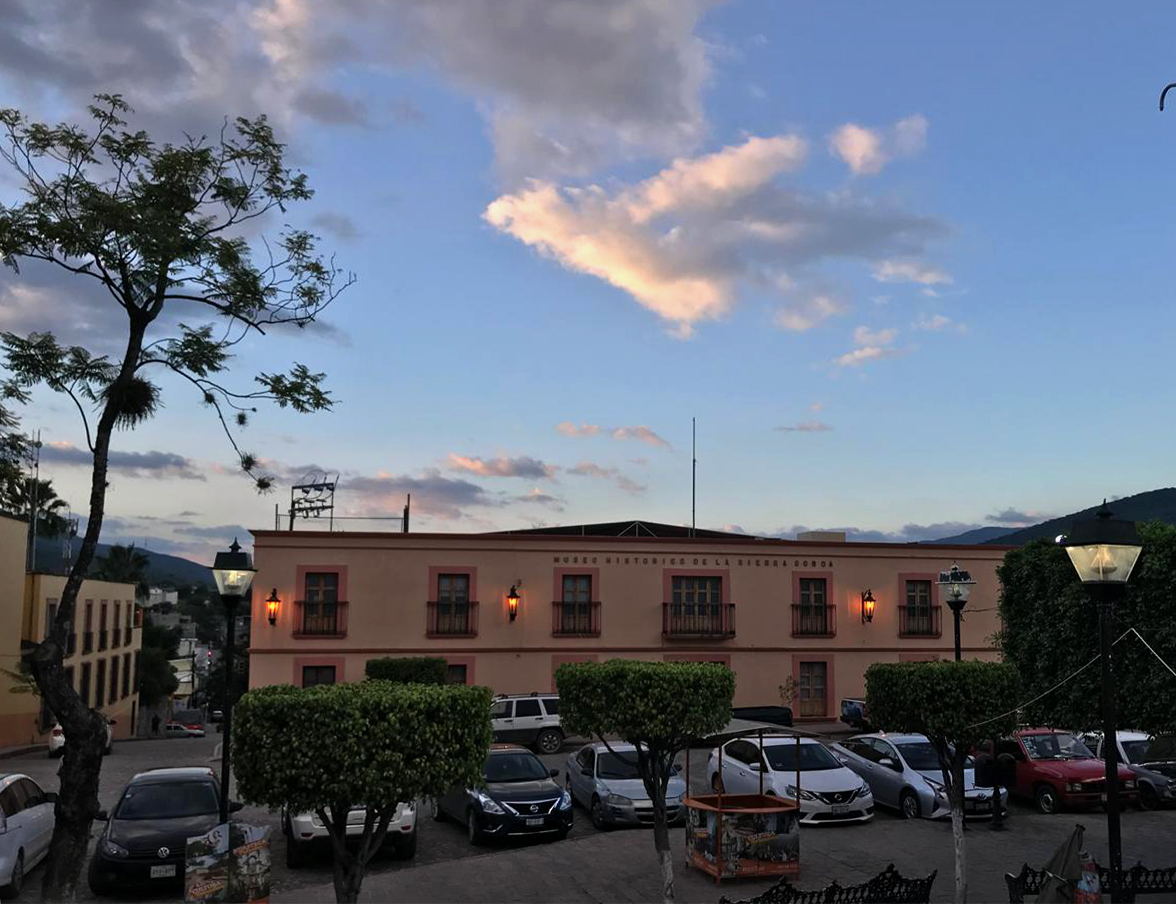
Museo Histórico de la Sierra Gorda

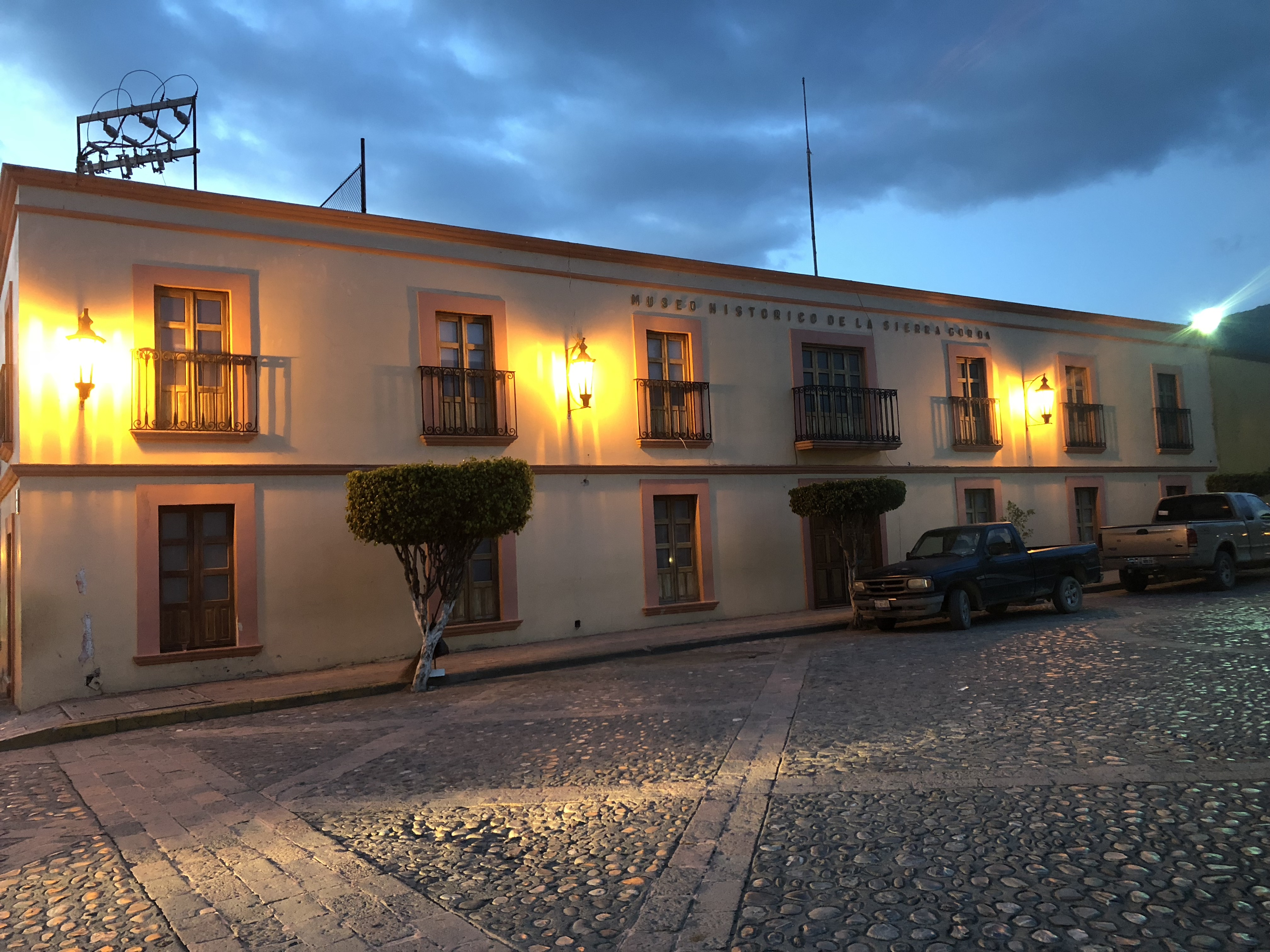
Museo Histórico de la Sierra Gorda

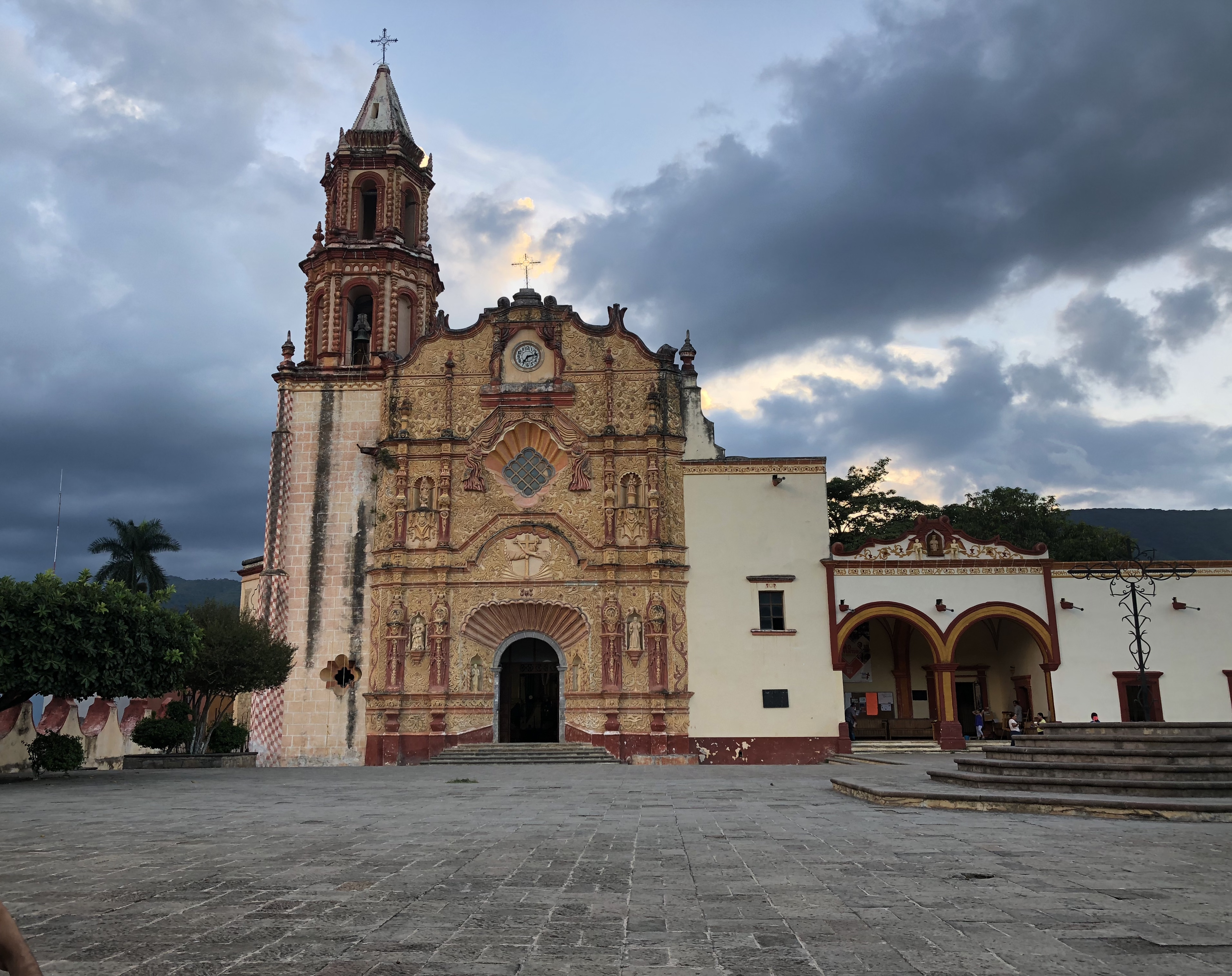
Misión Santiago Apóstol de Jalpan

Jalpan de Serra es la población cabecera del municipio de Jalpan de Serra, situado al norte del estado de Querétaro, México. Según el censo de 2020, tiene una población de 13 950 habitantes.
Sus coordenadas son 21°13′0″ N y 99°28′22″ O. Está ubicada a una altitud de 762 metros sobre el nivel del mar.
Fue incluido entre los Pueblos Mágicos en 2010. Las cinco misiones franciscanas (en la localidad, Misión Santiago Apóstol de Jalpan) fueron declaradas Patrimonio Cultural de la Humanidad por la UNESCO en el año 2003.

## Toponimia
El municipio de Jalpan de Serra tiene un origen prehispánico. Esto se constata por la existencia de ruinas arqueológicas de importancia en los alrededores, así como por el testimonio de misioneros franciscanos, particularmente de Fray Junípero Serra, a quien se le considera colonizador y pacificador de los indios pames, que habitaban y dominaban la región desde antes del siglo XIII. Jalpan es una palabra de origen náhuatl que significa “lugar sobre arena”. Se deriva de las palabras xall, que significa "arena", y pan, que significa "sobre".

## Misión Santiago Apóstol de Jalpan
La localidad alberga una hermosa iglesia barroca, la Misión Santiago Apóstol de Jalpan, construida entre 1751 y 1758 y dedicada al Apóstol Santiago, bajo la supervisión del célebre fraile franciscano Junípero Serra.
Por ser la primera de las cinco misiones en construirse significa la defensa de la fe.
Es de estilo barroco mestizo mexicano, por lo que es única entre los cinco templos serranos, Es una obra de sincretismo pame fusionado con el proyecto de evangelización en esta zona de México durante el virreinato.

## Escudo
Como en la mayoría de los municipios o incluso en algunas entidades federativas o países, el escudo de armas representa y perpetúa el origen y los acontecimientos en su radio territorial.
El escudo de armas de este municipio de Jalpan de Serra contiene en su simbología la historia de su fundación, que se concretó el 21 de abril de 1744 por parte del capitán José de Escandón y Helguera, además de la idolatría, evangelización y pacificación de los indios, mezcla de dos culturas, construcción de dos templos guiados por la orden de los franciscanos. Todo ello se encuentra representado en cuatro elementos: 
- El primero, “La Idolatría”, está presentada por la diosa Cachúm tallada en piedra y que, por no conocerse su forma, ya que no se sabe de su paradero, se representa tomando la información de la crónica de Francisco Palou en la que describe a dicha diosa como una mujer bellamente labrada, adorada como madre del sol

- El segundo, “la Espada y el Escudo de los brazos cruzados”, representa la pacificación y evangelización por Escandón y el príncipe de los misioneros, Fray Junípero Serra

- El tercero, “Águila bicéfala devorando una serpiente”, representaría la fusión de dos razas, la española y la chichimeca pame.

- El cuarto y último elemento es “la construcción de las dos misiones”: Santiago de Jalpan y Nuestra Señora de la Luz, en Tancoyol.

El diseño del escudo de armas de Jalpan de Serra describe a través de sus símbolos la vida que llevaron ancestros pames chichimecas, quienes fueran los últimos de la conquista, ya que resistieron por más de 200 años para no ser alcanzados por el pleno dominio de España. Prueba de ello fue el Sacrificio del Cerro de la Media Luna. Prefirieron lanzarse de los peñascos más altos, morir libres y no vivir esclavos.

## Ubicación
La localidad está ubicada en el municipio de Jalpan de Serra, uno de los municipios del estado de Querétaro que se encuentra en la zona de montañas denominada "Sierra Gorda de Querétaro". El municipio tiene dos de las cinco misiones franciscanas que datan de mediados del siglo XVIII. De las otras tres misiones, dos corresponden al municipio de Landa de Matamoros y la última al municipio de Arroyo Seco.
La palabra es de origen náhuatl y significa: "lugar sobre arena". Se la agrega el apellido del misionero Fray Junípero Serra.
Es un lugar donde se practicaba el cultivo de maíz y se aprovechaba el maguey. Otra de las actividades económicas era la minería: se extraía plata, plomo, fluorita, mercurio y cinabrio. Y el grupo indígena que predominaba eran los huastecos, que dejaron vestigios importantes acerca de su cultura. La zona, por su gran extensión, era llamada "Huasteca Queretana", pero al llegar la conquista de los españoles deja de llamarse así y adquiere el nombre de Sierra Gorda de Querétaro.

## Sitios de interés y festividades
En la localidad está el Museo Histórico de la Sierra Gorda, que se encuentra ubicado en el fuerte, construido por el Virrey Martín de Almanza en 1576. Es una de las edificaciones más antiguas del poblado y además sirvió de cárcel por un periodo de cincuenta años. 
Es un lugar donde existen varias festividades.
Entre ellas sobresale la fiesta del Santo Niño de "La Mezclita". Lleva ese nombre porque fue encontrado en la comunidad de ese nombre, pero fue llevado a Jalpan de Serra con posterioridad. Actualmente llegan a visitar al niño más de veinticinco mil personas de diferentes lugares.
También se realiza en la localidad la Feria Regional Serrana. En esta feria se conmemora el aniversario de la fundación de Jalpan de Serra como una misión franciscana. Se organizan eventos artísticos, culturales y deportivos.
Jalpan de Serra es el segundo municipio más grande territorialmente del estado de Querétaro, justo después de Cadereyta de Montes. Por ubicarse en la denominada Sierra Gorda, Jalpan de Serra es el municipio con más precipitaciones anuales, alcanzando hasta los 1500 milímetros de agua al año.